# Марија Вученовић
Марија Вученовић (Сремска Митровица, 3. април 1993) српска је атлетичарка специјализована за бацање копља. 

## Каријера
Освојила је бронзане медаље на Светском јуниорском првенству 2012. и Европском првенству до 23 године 2013. Њен лични рекорд у овој дисциплини је 62,25 метара постављен у Сплиту 2021. године.
Од 2013-2017 студирала је социологију, енглески језик и литературу на Универзитету у Флориди. Тренира у Новом Саду код тренера Феђе Камасија.

## Медаље
- Бронзана медаља на Светском јуниорском првенству 2012.
- Бронзана медаља на Европском првенству до 23 године 2013.
- Бронзана медаља на зимском Купу Европе у бацачким дисциплинама 2022.
- Сребрна медаља на зимском Купу Европе у бацачким дисциплинама 2023.